# فيوليت هاك
فيوليت هاك (بالفرنسية: Violette Huck)‏ هي لاعب كرة مضرب فرنسية، ولدت في 18 مارس 1988 في بيساك في فرنسا.

## وصلات خارجية
- فيوليت هاك على موقع رابطة محترفات التنس (الإنجليزية)
- فيوليت هاك على موقع الاتحاد الدولي لكرة المضرب (الإنجليزية)
- فيوليت هاك على موقع إي إس بي إن.كوم (الإنجليزية)